# Australoeucyclops waiariki
Australoeucyclops waiariki is een eenoogkreeftjessoort uit de familie van de Cyclopidae. De wetenschappelijke naam van de soort is voor het eerst geldig gepubliceerd in 1974 door Lewis.